# Platylesches ayresii
Platylesches ayresii is een vlinder uit de familie van de dikkopjes (Hesperiidae). De soort is voor het eerst wetenschappelijk beschreven als Pamphila ayresii door Roland Trimen in een publicatie uit 1889.

## Verspreiding
De soort komt voor in Zuid-Mozambique, Botswana, Zuid-Afrika en Swaziland.

## Habitat
Het habitat bestaat uit droge savannes en graslanden. De waardplant groeit op zandige en rotsachtige terreinen waar de bomen Burkea africana (Fabaceae) en Ochna pulchra (Ochnaceae) domineren.

## Waardplanten
De rups leeft op Parinari capensis (Chrysobalanaceae).